# الوین یونس‌زاده
الوین یونس‌زاده (ترکی آذربایجانی: Elvin Yunuszadə؛ زادهٔ ۲۲ اوت ۱۹۹۲) بازیکن فوتبال اهل جمهوری آذربایجان است.
از باشگاه‌هایی که در آن بازی کرده‌است می‌توان به باشگاه فوتبال سیمرغ زاقاتالا، باشگاه فوتبال نفتچی باکو، و باشگاه فوتبال قره‌باغ اشاره کرد.
وی همچنین در تیم‌های ملی فوتبال زیر ۲۱ سال جمهوری آذربایجان و جمهوری آذربایجان بازی کرده‌است.